# Републикански път III-5004
Републикански път IIІ-5004 е третокласен път, част от Републиканската пътна мрежа на България, преминаващ изцяло по територията на област Габрово, Община Габрово. Дължината му е 12,5 km.
Пътят се отклонява надясно при 142 km на Републикански път I-5 североизточно от град Габрово и по цялото си протежение се явява северно, северозападно и западно околовръстно шосе на град Габрово. Преминава през село Рязковци, където пресича Републикански път III-4403, а в района на село Поповци — Републикански път II-44. След като премине през кварталите „Войново“ и „Чехлевци“ на Габрово в западната част на квартал „Велчевци“ се свързва с Републикански път III-4404 при неговия 3,9 km.
| Пътища, отклоняващи се надясно (населено място, № на пътя, посока на пътя) | km   | Пътища, отклоняващи се наляво (посока на пътя, № на пътя, населено място) |
| -------------------------------------------------------------------------- | ---- | ------------------------------------------------------------------------- |
| Община Габрово, I-5, 142 km →                                              | 0,0  | → 142 km, I-5, Община Габрово                                             |
| (за с. Джумриите) общински път ←                                           | 1,7  | → общински път (за гр. Габрово)                                           |
| (за с. Шарани) общински път ←                                              | 2,4  | → общински път (за гр. Габрово)                                           |
| (до 13,7 km на III-4041) III-4403, 3,4 km, с. Рязковци ←                   | 4,4  | ← с. Рязковци, 3,4 km, III-4403 (от гр. Габрово)                          |
| (за с. Думници) общински път ←                                             | 6,1  | → общински път (за гр. Габрово)                                           |
| (за с. Гайтаните) общински път ←                                           | 7,1  | → общински път (за с. Киевци)                                             |
| (от 80 km на I-4) II-44, 26,4 km →                                         | 7,9  | → 26,4 km, II-44 (до гр. Габрово)                                         |
| гр. Габрово, кв. „Войново“                                                 | 9,5  | кв. „Войново“, гр. Габрово                                                |
| (до с. Гъбене) III-4404, 3,9 km, гр. Габрово, кв. „Велчевци“ ←             | 12,5 | ← кв. „Велчевци“ гр. Габрово, 3,9 km, III-4404 (от гр. Габрово)           |